# Oh, Pretty Woman
«Oh, Pretty Woman» (з англ. О, Красуня) — відома пісня, що принесла всесвітню популярність американському музиканту Рою Орбісону. Пісня написана Роєм Орбісоном у сприянні з Біллом Дееса і була записана на студії Monument Records в Нашвілле, штат Теннессі. Пісня «О, Красуня» протягом трьох тижнів займала позицію № 1 в музичному хіт-параді Billboard Hot 100.
У 1991 році Рой Орбісон був посмертно удостоєний музичної премії «Греммі» в номінації «Найкраще чоловіче вокальне поп-виконання» за його «живе» виконання пісні Oh, Pretty Woman на передачі телекомпанії HBO — Рой Орбісон і Друзі, Чорно-Біла Ніч. У 1999 році, пісня була названа однією з «500 найкращих пісень, що визначають рок-н-рол». У 2004 році, журнал «Rolling Stone» помістив пісню Oh, Pretty Woman на 222 місце в списку «500 найкращих пісень усіх часів».

## Про пісню
Текст пісні розповідає історію чоловіка, що бачить, як по вулиці проходить вродлива жінка. Він вподобав її і ставить собі питання, чи могла б настільки вродлива жінка як вона, бути самотньою, як він. В останню хвилину композиції, вона повертається і наближається до нього.

## Історія написання
Рой Орбісон і його партнер Білл Діз сиділи вдома у Орбісона, намагаючись написати пісню. В пошуках мелодії вони грали все, що приходило в голову. В кімнату заглянула жінка Роя Орбісона, Клодет, и повідомила чоловікові, що збирається в місто на закупи. Рой спитав, чи не потрібні їй гроші, і тоді Діз вліз в розмову з зауваженням: «Гарненькій жінці гроші ніколи не потрібні! (Pretty woman never needs any money)». Тоді Орбісон заходився наспівувати фразу «Pretty woman walking down the street», а Білл Діз став відбивати ритм кулаком по столі. Він жваво уявляв собі якусь жінку в жовтій спідниці і червоних черевичках, як вона цокає підборами по тротуару.
Коли Клодет повернулась з покупками, пісня була вже готова.
У телевізійному інтерв'ю Орбісон говорив, що на створення пісні пішло стільки ж часу, скільки вона звучить.

## Кавер-версії і пародії
- У 1972 році американський музикант Ел Грін записав кавер-версію пісні для свого альбому I'm Still in Love With You.
- У 1986 році група The Holy Sisters of the Gaga Dada записала свою версію пісні Oh, Pretty Woman в жанрі ска.
- Пісня була виконана на конкурсі «Німеччина шукає суперзірку» (нем. Deutschland sucht den Superstar) Даніелом Кюбльбеком, який вперше зробив запис пісні для свого дебютного альбому — Positive Energie.
- У 1990 році виконавець кантрі Рікі Ван Шелтон записав кавер-версію пісні для свого альбому — RVS III.
- У 1998 році Карел Готт записав версію пісні чеською мовою, під назвою Pretty Woman, яка увійшла в ретро-альбом — Ro(c)ky mého mládí.[4]
- Сем Хуі з Гонконгу записав кавер-версію пісні, використовуючи мову піньїнь.
- Рей Браун молодший випустив джазову версію цієї пісні для свого альбому — Stand by Me.
- Rockapella випустили декілька версій цієї пісні і представляли її головною музичною темою на своїх концертах більше десятиліття.
- Пісня також доступна у відеогрі «Rock Band».

## Цікаві факти
- Дуже часто авторство пісні помилково приписують Елвісу Преслі через схожість манери виконання.

## Використання пісні у фільмах
- Оригінальна пісня Роя Орбісона стала назва для широко відомого художнього фільму 1990 року — «Красуня» за участі Річарда Гіра і Джулії Робертс. Після прем'єри фільму, пісня Орбісона стала особливо популярною серед сучасників. Однак, оскільки назва фільму не може бути захищена авторськими правами, ні у Орбісона, ні у будь-яких інших артистів, які виконували цю пісню, немає прав на назву фільму.
- Пісня також з'являється у фільмі 2003 року — Kal Ho Naa Ho.
- Пісня також з'являється у фільмі — Тупий та ще тупіший.
- Пісня у виконанні Кайли Кімури була використана у фінальному епізоді дорами — Увага,будь ласка.
- Пісня використовувалась у фільмі 1985 року режисера Джона Г'юза Weird Science. Але в британських радіопередачах пісня була замінена композицією «Weird Science», що є музичною темою групи «Oingo Boingo».
- У фільмі Няня пісня звучала під час «перетворення» головної героїні.
- Також уривок пісні можна знайти в серії «The Cyber House Rules» мультсеріалу «Футурама».
- Уривок пісні також з'являється в азербайджанскому фільмі «Mehelle Moskvada».
- Ще пісня використовувалась в фільмі «Вагітний», який вийшов у 2011 році.
- Пісня також прозвучала у фільмі — Тепло наших тіл (Warm Bodies, 2013).